# Хенуттанеб
Хенуттанеб (егип. Hnw.t t3.w nbw — «Госпожа всех земель»;  XIV век до н. э.) — древнеегипетская царевна XVIII династии, вторая дочь (после Ситамон) фараона Аменхотепа III и его «великой жены» Тии.
Изображена на колоссальной статуе в Мединет-Абу. Это 7-метровая скульптура изображает Аменхотепа III и Тийю сидящих на престоле, и трёх их дочерей стоящих рядом: Хенуттанеб в центре, самая большая статуя и лучше сохранившаяся; Небетах справа; и слева ещё одна, имя которой разрушено. Также изображение Хенуттанеб присутствует в храме Солеба, она упомянута на сердоликовой доске (с сестрой Исидой). Её имя имеется на трёх фрагментах фаянса.
Неясно, была ли Хенуттанеб возведена в сан царицы, как Ситамон и Исида. Она нигде не упоминается как жена царя, а на упомянутом колоссе названа "спутницей Гора, кто в его сердце", что является единственным титулом, свойственном царице. Её имя заключено в картуш, на что имели право исключительно цари и их жёны.
После смерти Аменхотепа III она не упоминается.